# Leptataspis polyxena
Leptataspis polyxena är en insektsart som först beskrevs av Gustav Breddin 1903.  Leptataspis polyxena ingår i släktet Leptataspis och familjen spottstritar. Inga underarter finns listade i Catalogue of Life.